# 高等騎士法院
国王陛下高等騎士法院（英語：His Majesty's High Court of Chivalry）是一個實行英格蘭和威爾斯法律的民事法庭，對紋章事務擁有管轄權。当两个家族想要拥有相同设计的纹章，高等骑士法院将裁决哪个家族被允许继续保留它；如果任何人要想拥有纹章，都必须是别人赠予他们，或从他们家族的其他成员那里继承而来。法院從十四世紀就開始存在，但是很少開庭。現在唯一一名的法官是世襲的司禮大臣兼諾福克公爵。儘管他不是一名專業律師，他通常會任命一位專業律師作為他的副手或代理人。
在蘇格蘭，這類案件由里昂勳爵法院審理，里昂勳爵法院是一個常設的民事和刑事法院，其法官為皇家紋章大臣和其在蘇格蘭司法系統中的檢察代理人（檢察官）。

## 歷史

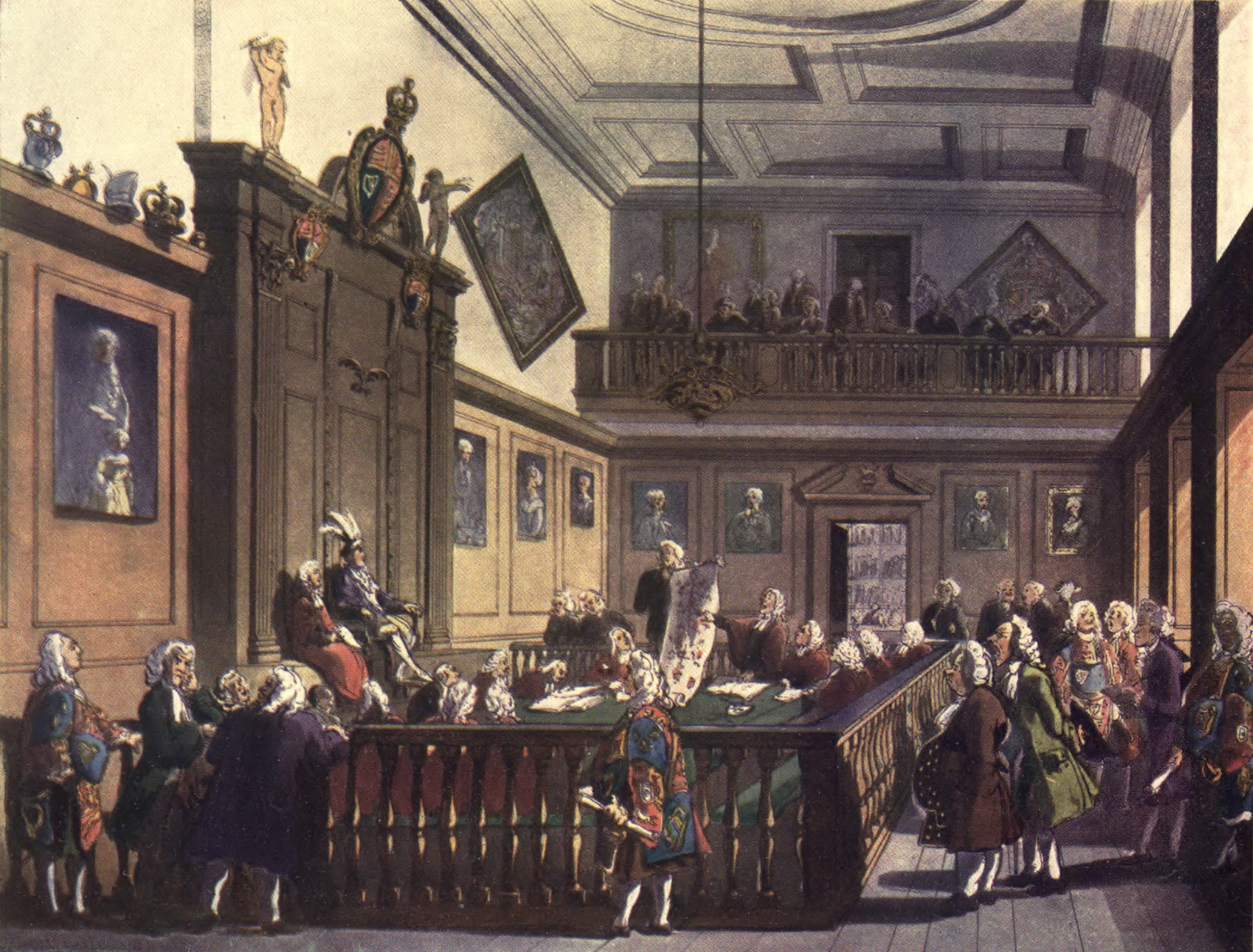
1809年在紋章院舉行的騎士法院聆訊。

該法院歷來被稱為軍事法庭（拉丁語：Curia Militaris）、宮廷長官法院（英語：Court of the Constable ）或者司禮大臣法院（英語：Earl Marshal's Court）。
自從它在十四世紀創建以來，法院一直都在需要審訊時開庭。不過在1634年的短暫時間中以及在1640年英格蘭長期議會通過臨時廢除高等騎士法院時此法院未能有效運作。自法院成立起，共審理了一千多起案件，其中738起案件中的證據得以保存直到現代。

## 開庭情況
法院距今最後一次開庭是於1954年12月21日，該案為「曼徹斯特市議會 訴 曼徹斯特多功能劇院有限公司」（Manchester Corporation v Manchester Palace of Varieties Ltd）一案。在此之前，法院已經兩個世紀沒有開庭，而且在審理案件之前，法院必須首先裁定法庭是否仍然存在。訴訟程序開始時參閱了各種皇室制誥，以便確定諾福克公爵確實是身兼世襲的司禮大臣一職。司禮大臣任命戈達德勳爵為他在法庭上的副官。法院還裁定，在沒有英格蘭宮廷長官可以出庭的情況下，司禮大臣可以單獨進行聆訊。在這案例中，多功能劇院有限公司在劇院內部和公司標誌上展示了曼徹斯特市議會的紋章，這行為或使人認為它與市議會有聯繫。市議會曾要求該劇院停止使用其紋章，但這一請求遭到拒絕。法院最終裁定市議會得直。
在2012年10月，阿伯里斯特威斯鎮議會宣布打算對一個未經授權而使用其紋章的Facebook專頁採取法律行動。這些紋章後來被刪除。

## 案件上訴
在1832年，《1832年樞密院上訴法令》（Privy Council Appeals Act 1832）規定英國樞密院為高等騎士法院的上訴法院。自1833年2月1日《1833年司法委員會法令》通過起，樞密院司法委員會直接就上訴案件進行聆訊。在1832年之前，與海事法院和教會法院一樣，高等騎士法院的上訴案會提交至文秘署（Crown in Chancery），然後每宗案件的上訴均由蓋上王國國璽的信件所任命的多名專員審理。到《1832年樞密院上訴法令》通過後，就以高級代表法院（High Court of Delegates）命名這些由專員開庭聆訊的庭審場合。

## 法院組織

### 法官

諾福克公爵的紋章

在歷史上，法院有兩位世襲法官，包括諾福克公爵兼英格蘭司禮大臣，另一位是英格蘭宮廷長官。但是在1521年，第三代白金汉公爵爱德华·斯塔福德被判叛國罪，其頭銜和職務被剝奪並被處決。從那時起，英格蘭宮廷長官只會在需舉行加冕儀式時才臨時任命並僅會在典禮期間履行職責。故只有司禮大臣是實際上唯一的法官。

### 司禮大臣的副官、裁判委員兼代理人
- 埃德蒙·伊薩姆從男爵，1728年-1772年
- 戈達德勳爵，1954年-1959年
- 喬治·德里里·斯奎布，1976年-1994年

### 高等騎士法院聯合司法常務官
高等騎士法院聯合司法常務官（英語：Joint Register to the High Court of Chivalry），負責執行普通法下一般司法常務官的職責。
- 安東尼·瓦格納爵士，1954年10月27日–1995年
- 威爾弗雷德·莫里斯·菲利普斯 (公證人)，1954年10月27日

### 高等騎士法院傳令員
- A.H. Smith，1954年

## 外部連結
- About the Court of Chivalry （页面存档备份，存于）
- Regulation of Heraldry in England: the Middle Ages （页面存档备份，存于）
- Cases in the Court of Chivalry （页面存档备份，存于）
- A short piece about the Courts of Chivalry
- University of Birmingham Index of Cases （页面存档备份，存于）
- The High Court of Chivalry in the early seventeenth century （页面存档备份，存于）